# جواو بيكر
جواو بيكر (بالإنجليزية: Jo Baker)‏ هي فنانة مكياج بريطانية، ولدت في 21 مارس 1980 في Chipping Barnet ‏ في المملكة المتحدة.